# Heniochus varius
Heniochus varius är en fiskart som först beskrevs av Cuvier 1829.  Heniochus varius ingår i släktet Heniochus och familjen Chaetodontidae. IUCN kategoriserar arten globalt som livskraftig. Inga underarter finns listade i Catalogue of Life.